# Glória (1980)
Glória (em inglês:  Gloria) é um filme de drama e suspense estadunidense de 1980 escrito e dirigido por John Cassavetes. Ele conta a história de uma namorada de um gângster que foge com um garoto que está sendo caçado pela multidão por informações que ele pode ou não ter. É estrelado por Gena Rowlands, Julie Carmen, Buck Henry e John Adames.
John Cassavetes não pretendia originalmente dirigir seu roteiro; ele planejava apenas vender a história para a Columbia Pictures. No entanto, uma vez que sua esposa, Gena Rowlands, foi convidada para interpretar a personagem-título no filme, ela pediu a Cassavetes para dirigi-lo.
O filme foi refeito em 1999, sob o mesmo título, com roteiro de Steve Antin. O remake foi dirigido por Sidney Lumet. Foi estrelado por Sharon Stone e Jean-Luke Figueroa. Outros filmes inspirados por Gloria incluem Ultraviolet de 2006, que utiliza a premissa de uma mulher em fuga com um menino e transpõe a história a um cenário futurista distópico. O filme Julia de 2008, dirigido por Erick Zonca, estrelado por Tilda Swinton. O filme de Luc Besson, Léon, também foi inspirado em Gloria, com Jean Reno interpretando o guardião acidental de uma jovem (Natalie Portman) cuja família foi assassinada por um corrupto agente da DEA (Gary Oldman). Um filme brasileiro de 2009 intitulado Verônica tem um enredo semelhante, mudando a personagem principal de namorada de um gângster para uma professora, que tenta salvar um aluno de criminosos que mataram seus pais e agora estão perseguindo ele.

## Sinopse
Gloria Swenson (Gena Rowlands) é a ex-namorada de gângster obrigada a proteger um garoto Phil Dawn (John Adames) que teve a família assassinada pela Máfia.

## Elenco
- Gena Rowlands como Gloria Swenson
- Julie Carmen como Jeri Dawn
- Buck Henry como Jack Dawn
- John Adames como Phil Dawn
- Lupe Garnica como Margarita Vargas
- John Finnegan como Frank
- Tom Noonan, J.C. Quinn, e Sonny Landham como capangas da máfia
- Lawrence Tierney como bartender da Broadway

## Prêmios e indicações
Rowlands foi indicada ao Oscar 1981 de melhor atriz e ao Globo de Ouro de melhor atriz em filme dramático, e o filme ganhou o prêmio Leão de Ouro no Festival de Cinema de Veneza, empatando com Atlantic City. A Sociedade de Críticos de Cinema de Boston selecionou Rowlands para o prêmio de melhor atriz, sendo a primeira a vencer nesta categoria. O jovem garoto que Gloria estava protegendo, interpretado por John Adames, empatou com Sir Laurence Olivier pelo filme The Jazz Singer pelo prêmio de pior ator coadjuvante na primeira edição do Framboesa de Ouro de 1980.
Em 2003, o American Film Institute nomeou Gloria Swenson como uma heroína desse filme para a lista do AFI dos 100 maiores heróis e vilões do cinema.